# Bostancı Bağcıl SK
Bostancı Bağcıl Spor Kulübü ist ein türkisch-zyprischer Fußballverein aus Bostancı in der Türkischen Republik Nordzypern. Die Vereinsfarben sind weiß und grün. Das Heimstadion des Vereins ist das Yakup Özorun Stadion.

## Geschichte
Bostancı Bağcıl gewann die Süper Lig bisher noch nicht. 
Der Verein wurde im Jahre 1986 von Siedlern aus Aydın/Ayanni, welches im Bezirk Paphos der Republik Zypern liegt, gegründet.
Der Verein spielt derzeit (2019) in der zweitklassigen Kuzey Kıbrıs 1. Ligi.